# R4 (motorväg, Belgien)
R4 är en motorväg som fungerar som en ringled vid Gent i Belgien. Denna motorväg är viktig för trafiken i Gent. Motorvägen går i en halvcirkel på den östra sidan om staden.